# Mai Kaen
Mai Kaen (em tailandês: ไม้แก่น) é um distrito da província de Pattani, no sul da Tailândia. É um dos 12 distritos que compõem a província. Sua população, de acordo com dados de 2012, era de 11 979 habitantes, e sua área territorial é de 55,208 km².